# Jardin de Reuilly-Paul-Pernin

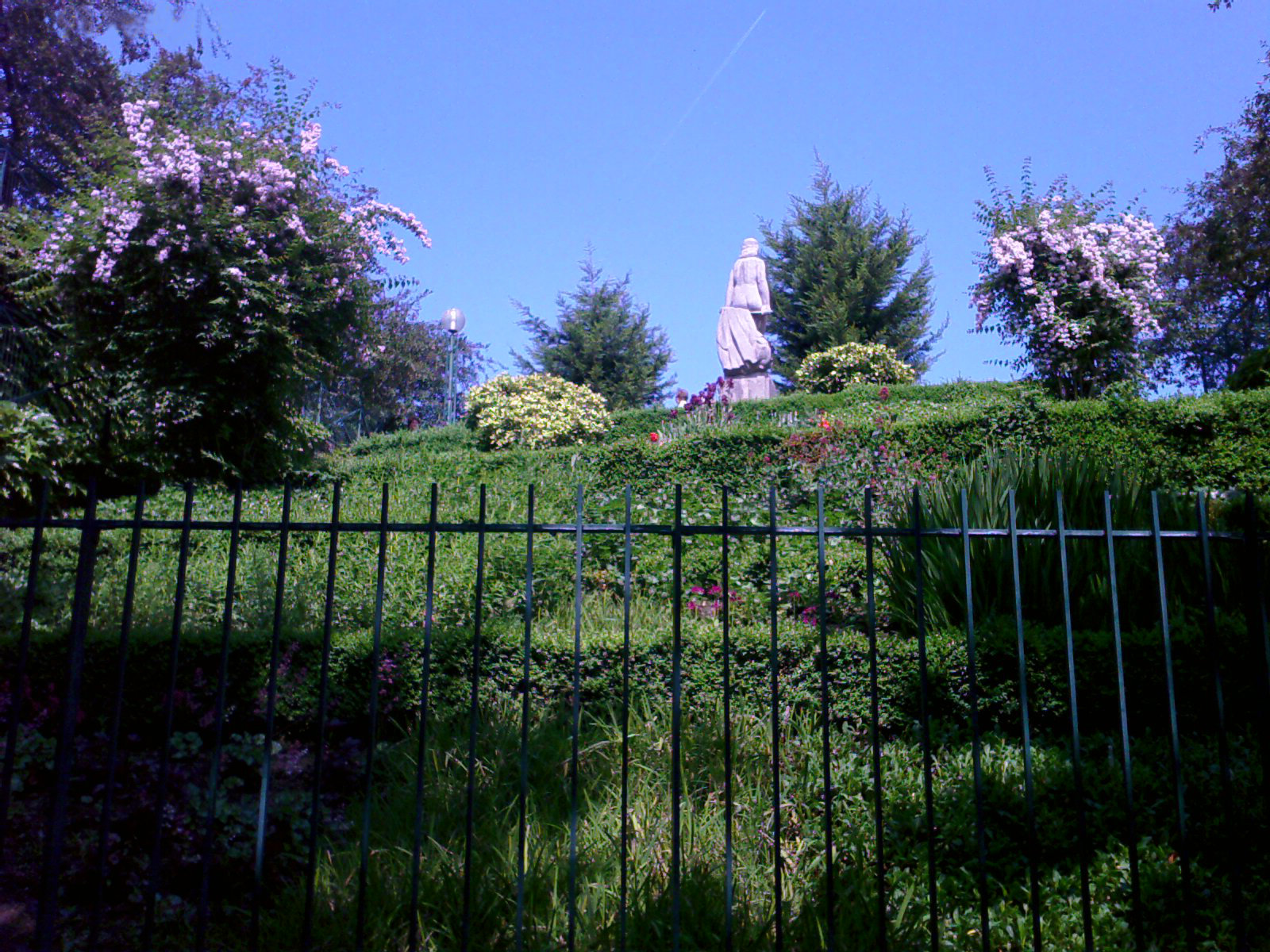
Vista des de l'avinguda Daumesnil

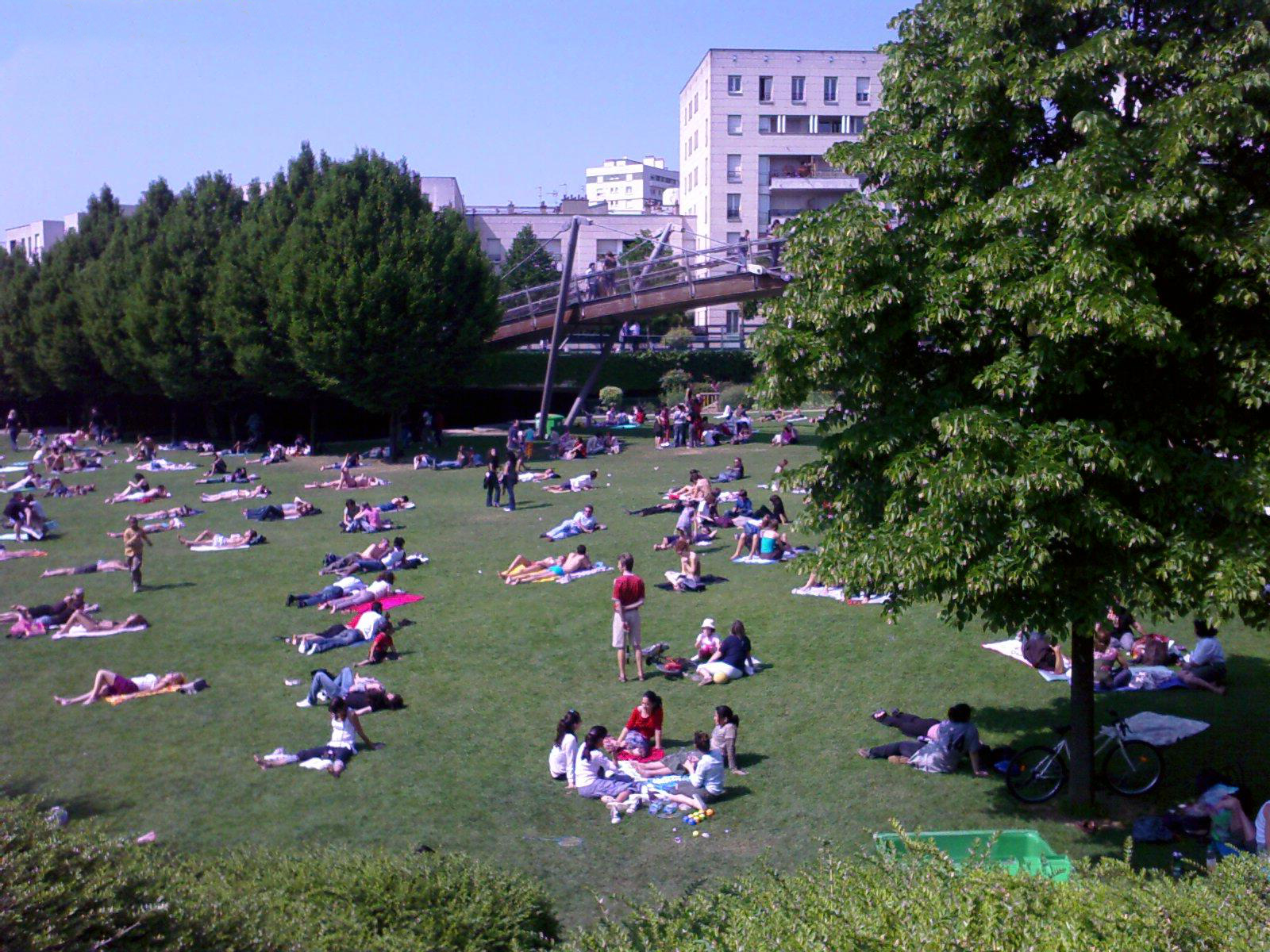
Vista de la gespa un 1r de maig assolellat

El Jardin de Reuilly és un jardí públic del  12è districte de París inclòs a la Promenade plantée al llarg de l'avinguda Daumesnil, just davant l'ajuntament del 12è districte de París.
El jardí de Reuilly té una superfície de 15000m². Ha estat acabat el 1995 sobre els antics espais de l'estació de Reuilly situada al barri de Reuilly aleshores en plena reestructració de feia una desena d'anys sobretot amb la rehabilitació del Viaduc des Arts. Constitueix el major jardí arranjat de la promenade plantée, oferint grans espais de gespes, així com una piscina municipal coberta.